# Північний Рейн-Вестфалія
Півні́чний Рейн-Вестфалія (нім. Land Nordrhein-Westfalen) — земля Федеративної Республіки Німеччина. Розташована в західній частині країни. Столиця — місто Дюссельдорф. Сусідами землі є Нижня Саксонія, Гессен, Райнланд-Пфальц, а також Нідерланди і Бельгія. Утворена 23 серпня 1946 року. Площа — 34 110,26 км². Населення — 17 925 570 осіб (31 грудня 2020). На теренах землі розмовляють німецькою і нижньонімецькою. Форма правління — парламентська республіка, самоврядний штат федерації.  ХДС і Зелені очолюють земельний уряд. Голова уряду —  Гендрік Вюст (ХДС). За результами виборів до ландтагу, що відбулися 15 травня 2022 року, в ньому представлені такі партії: ХДС (76), СДПН (56 депутатів), ВДП (12), Зелені (39), Альтернатива для Німеччини (12). Має 6 депутатів у Бундесраті, верхній палаті парламенту Німеччини. Валовий внутрішній продукт землі складає 871,867 млрд € (2024). Борг землі становить 174,537 млрд € (31 грудня 2024 року). Рівень безробіття — 6,4 % (листопад 2019). Міжнародний код — DE-NW.

## Назва
- Північний Рейн-Вестфалія (нім. Nordrhein-Westfalen, лат. Rhenania Septentrionalis-Vestfalia) — найпоширеніша назва землі.
- Земля Північний Рейн-Вестфалія (нім. Land Nordrhein-Westfalen) — офіційна назва землі.
- Нордрейн-Вестфалія (нім. Nordrhein-Westfalen)
- Північна Надрейнія-Вестфалія (пол. Nadrenia Północna-Westfalia)

## Географія
Північний Рейн-Вестфалія розташована на південному заході Німеччини. Столиця Дюссельдорф. Міста: Кельн, Ессен, Бохум, Дортмунд, Бонн, Мюнстер, Дуйсбурґ, Вупперталь, Білефельд.
Північний Рейн-Вестфалія охоплює рівнини Нижнього Рейну та частково Центральної височини до ущелини Порта-Вестфаліка. Північний Рейн-Вестфалія має площу 34 083 км² і межує з Бельгією (Валлонія) на південному заході та Нідерландами (Лімбург, Гелдерланд і Оверейсел) на заході та північному заході.
Межує з німецькими землями Нижня Саксонія на півночі та північному сході, Рейнланд-Пфальц на півдні та Гессен на південному сході.
Приблизно половина терену розташовано у відносно низинній місцевості Вестфальської низовини та Рейнської області, обидві переходять у Північнонімецьку низовину. Кілька ізольованих пагорбів розташовані в цих низовинах: Хое-Марк, Беккумерберге, Баумберге та Стеммер-Берге. Рельєф підіймається на півдні і на сході терену і переходить у Німецьке середньогір'я, у складі Везерської височини, включаючи пагорби Егге, Вігенські пагорби, Везергебірге та Тевтобурзький ліс на сході, Зауерланд, Бергішес-Ланд, Зігерланд і Зібенгебірге на півдні.
Ротгаргебірге на межі з Гессеном має висоту до 800 м над рівнем моря. Найвищими є Лангенберг (843,2 м над рівнем моря), Калер-Астен (840,7 м) і Клеменсберг (839,2 м).
До найважливіших річок, що принаймні частково протікають через Північний Рейн-Вестфалію, належать: Рейн, Рур, Емс, Ліппе та Везер.
Падер, яка повністю протікає в межах міста Падерборн, вважається найкоротшою річкою Німеччини.
Для багатьох Північний Рейн-Вестфалія є синонімом промислових зон і міських агломерацій. Проте найбільший відсоток території землі використовується під сільське господарство (майже 52 %) та ліси (25 %).

## Історія

### Утворення
Землю заснувала 1946 року британська окупаційна влада, яка об'єднала північну частину колишньої прусської Рейнської провінції з провінцією Вестфалія.
21 січня 1947 року приєднали провінцію Ліппе.
1949 року Бонн став тимчасовою столицею ФРН. Згодом конституцію Північного Рейну-Вестфалії було ратифіковано на референдумі.

## Ландтаг
Розподіл місць у ландтазі Північного Рейну-Вестфалії за результатами виборів 15 травня 2022 року. Уряд очолює коаліція ХДС і ВДП.

Розподіл 195 місць: 

## Адміністративний поділ
Земля складається з 5 адміністративних округів (нім. Regierungsbezirk):
| № | Округ       | Площа, км² | Населення, осіб (2010) | Населення, осіб (2011) | Центр       |
| - | ----------- | ---------- | ---------------------- | ---------------------- | ----------- |
| 1 | Арнсберг    | 8003       | 358 011                | 3 645 437              | Арнсберг    |
| 2 | Детмольд    | 6521       | 2 038 323              | 2 034 163              | Детмольд    |
| 3 | Дюссельдорф | 5291       | 5 161 782              | 5 157 467              | Дюссельдорф |
| 4 | Кельн       | 7365       | 4 392 747              | 4 407 275              | Кельн       |
| 5 | Мюнстер     | 6909       | 2 594 291              | 2 597 614              | Мюнстер     |

## Населення
Північний Рейн-Вестфалія — найнаселеніша земля ФРН і один із найпромисловіших центрів Європи. Релігія: 53 % католики, 42 % протестанти.

## Економіка
Долина Рейну, Рурський промисловий район. Виробництво: залізо, сталь, вугілля, лігніт, електричне устаткування, добрива, синтетичні матеріали. Тут у місті Вердоль розміщена штаб-квартира німецького підприємства Enders Colsman AG.